# 博爾瓦河
博爾瓦河是俄羅斯的河流，位於卡盧加州和布良斯克州，屬於傑斯納河的左支流，從發源地朝南流至布良斯克處注入傑斯納河，河道全長213公里，流域面積4,340平方公里，河畔城鎮有佳季科沃、福基諾、基洛夫和柳季諾沃。